# Cricket Malherbie
Cricket Malherbie – wieś w Anglii, w hrabstwie Somerset, w dystrykcie (unitary authority) Somerset, w civil parish Knowle St Giles. Leży 19 km od miasta Taunton. W 1931 roku civil parish liczyła 42 mieszkańców. Cricket Malherbie jest wspomniana w Domesday Book (1086) jako Cruchet.